# Sierra Gorda (territorium)
Sierra Gorda was een federaal territorium van Mexico. Het territorium bestond van 1853 tot 1857.
Het territorium werd opgericht door president Antonio López de Santa Anna, en bestond uit de Sierra Gorda, een deel van de Oostelijke Sierra Madre. Voor het vormen van het territorium moesten de staten Querétaro, San Luis Potosí en Guanajuato grondgebied afstaan. De hoofdstad was San Luis de la Paz.
Met de proclamatie van de grondwet van 1857, twee jaar na de val van Santa Anna, werd het territorium opgeheven.